# A.J. Wood
Anthony Wood (Pittsburgh, 17 agosto 1973) è un ex calciatore statunitense di ruolo attaccante.

## Carriera
Wood venne selezionato dal N.Y./N.J. MetroStars nel primo evento SuperDraft tenutosi nel 1996; con il club newyorchese rimase per una stagione e mezza in cui disputò 36 partite e realizzò sette reti. Successivamente venne scambiato con Brian Bliss e ceduto al Columbus Crew con cui giocò la restante parte di campionato, realizzando quattro reti in 19 presenze. Wood non venne inserito nella lista dei giocatori protetti dei Crew, venendo così acquistato dal Chicago Fire con cui però non marcò mai neanche una presenza. Difatti, il suo acquisto servì per lo scambio con Jesse Marsch dal D.C. United. Il 21 marzo 1998 esordì in campionato venendo schierato titolare contro il K.C. Wizards e trovando poi spazio a fasi alterne durante il proseguitò della stagione. Complessivamente disputò 87 partite e mise a segno 16 reti con il DC United.

### Nazionale
Con la nazionale olimpica prese parte alle Olimpiadi del 1996 in cui disputò tutte e tre le partite della fase a gironi.

## Statistiche
| Stagione               | Squadra                | Campionato             | Campionato | Campionato | Coppe nazionali | Coppe nazionali | Coppe nazionali | Coppe continentali | Coppe continentali | Coppe continentali | Altre coppe | Altre coppe | Altre coppe | Totale | Totale |
| Stagione               | Squadra                | Comp                   | Pres       | Reti       | Comp            | Pres            | Reti            | Comp               | Pres               | Reti               | Comp        | Pres        | Reti        | Pres   | Reti   |
| ---------------------- | ---------------------- | ---------------------- | ---------- | ---------- | --------------- | --------------- | --------------- | ------------------ | ------------------ | ------------------ | ----------- | ----------- | ----------- | ------ | ------ |
| 1996                   | N.Y./N.J. MetroStars   | MLS                    | 23         | 5          |                 | -               | -               |                    | -                  |                    |             | -           | -           | 23     | 5      |
| mar.-lug. 1997         | N.Y./N.J. MetroStars   | MLS                    | 13         | 2          |                 | -               | -               |                    | -                  |                    |             | -           | -           | 13     | 2      |
| Totale N.Y. MetroStars | Totale N.Y. MetroStars | Totale N.Y. MetroStars | 36         | 7          |                 | -               | -               |                    | -                  | -                  | -           | -           | -           | 36     | 7      |
| ago.-dic. 1997         | Columbus Crew          | MLS                    | 19         | 4          |                 | -               | -               |                    | -                  | .                  |             | -           | -           | 19     | 4      |
| 1998                   | D.C. United            | MLS                    | 23         | 3          |                 | -               | -               |                    | -                  |                    |             | -           | -           | 23     | 3      |
| 1999                   | D.C. United            | MLS                    | 28         | 8          | USOC            | 1               | 1               | CCC                | 2                  | 1                  |             | -           | -           | 31     | 10     |
| 2000                   | D.C. United            | MLS                    | 24         | 3          |                 | -               | -               | CCC                | 2                  | 0                  |             | -           | -           | 26     | 3      |
| 2001                   | D.C. United            | MLS                    | 7          | 0          |                 | -               | -               |                    | -                  |                    |             | -           | -           | 7      | 0      |
| Totale DC United       | Totale DC United       | Totale DC United       | 75         | 14         |                 | 1               | 1               |                    | 4                  | 1                  | -           | -           | -           | 87     | 16     |
| Totale carriera        | Totale carriera        | Totale carriera        | 137        | 25         |                 | 1               | 1               |                    | 4                  | 1                  | -           | -           | -           | 142    | 27     |

| Cronologia completa delle presenze e delle reti in nazionale ― Stati Uniti olimpica | Cronologia completa delle presenze e delle reti in nazionale ― Stati Uniti olimpica | Cronologia completa delle presenze e delle reti in nazionale ― Stati Uniti olimpica | Cronologia completa delle presenze e delle reti in nazionale ― Stati Uniti olimpica | Cronologia completa delle presenze e delle reti in nazionale ― Stati Uniti olimpica | Cronologia completa delle presenze e delle reti in nazionale ― Stati Uniti olimpica | Cronologia completa delle presenze e delle reti in nazionale ― Stati Uniti olimpica | Cronologia completa delle presenze e delle reti in nazionale ― Stati Uniti olimpica |
| Data                                                                                | Città                                                                               | In casa                                                                             | Risultato                                                                           | Ospiti                                                                              | Competizione                                                                        | Reti                                                                                | Note                                                                                |
| ----------------------------------------------------------------------------------- | ----------------------------------------------------------------------------------- | ----------------------------------------------------------------------------------- | ----------------------------------------------------------------------------------- | ----------------------------------------------------------------------------------- | ----------------------------------------------------------------------------------- | ----------------------------------------------------------------------------------- | ----------------------------------------------------------------------------------- |
| 20-7-1996                                                                           | New Jersey                                                                          | Stati Uniti olimpica                                                                | 1 – 3                                                                               | Argentina olimpica                                                                  | Olimpiadi 1996 - 1º turno                                                           | -                                                                                   | 46’                                                                                 |
| 22-7-1996                                                                           | New Jersey                                                                          | Stati Uniti olimpica                                                                | 2 – 0                                                                               | Tunisia olimpica                                                                    | Olimpiadi 1996 - 1º turno                                                           | -                                                                                   | 89’                                                                                 |
| 24-7-1996                                                                           | Washington                                                                          | Stati Uniti olimpica                                                                | 1 – 1                                                                               | Portogallo olimpica                                                                 | Olimpiadi 1996 - 1º turno                                                           | -                                                                                   | 52’ 86’                                                                             |
| Totale                                                                              |                                                                                     | Presenze                                                                            | 3                                                                                   |                                                                                     | Reti                                                                                | 0                                                                                   |                                                                                     |